# جاك روزا
جاك روزا (بالإنجليزية: Jack Rosa)‏ هو لاعب دوري الرغبي أسترالي، ولد في 1905، وتوفي في 14 يوليو 1967.